# Maiko Tono
Maiko Toono (născută pe 6 octombrie 1973) este o vedetă japoneză de televiziune, actriță și fostă cântăreață idol. Numele ei real este Maiko Iwamoto (岩本 舞子). Este originară din Tokyo și absolventă a Liceului Metropolitan Tokyo Mita. Bunicul ei este Yoshiyuki Iwamoto, fost jucător și antrenor profesionist de baseball, membru al Hall of Fame-ului japonez. Marele ei unchi este Shinichi Iwamoto, fratele lui Yoshiyuki.

## Viața personală
În anii '90, ea debutează ca idol și cântăreață, obținând recunoaștere rapidă, dar fără a transforma cariera într-un titlu absolut. Deși a fost constant prezentă în emisiuni TV, reviste sau spoturi publicitare, nu s-a lăsat definită doar de imagine. În 2010, într-un gest care a surprins presa, Maiko a anunțat pe blogul personal că s-a căsătorit cu un bărbat din afara industriei și că, în noiembrie același an, a devenit mamă. Alegerea ei de a păstra detalii despre partenerul de viață în afara ochiului public a fost văzută drept un semn de maturitate și delimitare între faima scenică și universul familial.
În paralel cu viața de mamă, Maiko și-a reinventat identitatea profesională. În 2014, a deschis salonul de frumusețe „Aloha Beauty” lângă gara Shinagawa – un spațiu dedicat extensiilor de gene, dar și o declarație subtilă despre încrederea în propria imagine și feminitate la maturitate. În același timp, a continuat să cultive hobby-uri precum golful, yoga și gătitul, devenind chiar certificată ca „food analyst” și bucătar.
Revenirea în lumea gravurei după vârsta de 40 de ani, înfățișând o imagine îngrijită și asumată, a fost nu doar un gest artistic, ci și o declarație socială: frumusețea, încrederea și autenticitatea nu sunt monopolul tinereții. Tōno a demonstrat că o femeie poate exista în showbiz și în afara lui, cu aceeași forță, aceeași demnitate.
Tatăl ei a condus un faimos restaurant de yakitori numit „Monsen” în Azabu Juban timp de 28 de ani (închis în noiembrie 2001).

## Carieră
În aprilie 1992, Maiko a debutat ca solistă cu single-ul „Mr. Submarine”. În același an, a câștigat Premiul pentru Debut la Japan TV New Music Awards. În 1993, a obținut titlul de Regina Vizuală în categoria idol a postului Fuji TV.
Ulterior, a apărut constant în emisiuni TV, reclame și reviste. Datorită pasiunii pentru golf, a apărut frecvent în reviste și emisiuni de golf. În paralel cu activitatea ei artistică, Maiko lucrează și ca designer de bijuterii.
În decembrie 2007, a urcat pentru prima dată pe scenă într-o piesă de teatru de epocă (jidai-geki).
Pe 12 noiembrie 2010, a anunțat pe blogul ei că s-a căsătorit în acel an și că a născut primul copil în noiembrie 2010.
În august 2014, a deschis un salon de extensii de gene numit „Aloha Beauty” lângă ieșirea Takanawa a gării JR Shinagawa.

## Discografie

### Single-uri (toate lansate la Nippon Crown)
| Nr. | Data lansării | Fața A                        | Fața B                                      |
| --- | ------------- | ----------------------------- | ------------------------------------------- |
| 1   | 23 apr 1992   | Mr.サブマリン (Mr. Submarine) | 恋のせいよ (Din cauza iubirii)              |
| 2   | 23 sept 1992  | Brandnew Lips                 | Sunshine Love – Dragostea nu ne va despărți |
| 3   | 21 feb 1993   | Strălucirea diamantului       | Rămânem doar prieteni                       |
| 4   | 21 iul 1993   | Totul e din cauza soarelui    | Ca prima dragoste                           |
| 5   | 21 apr 1994   | Mai frumoasă decât un sărut   | Dame                                        |
| 6   | 21 nov 1994   | Ca femeie                     | Downtown la miezul nopții                   |

### Album
„Teoria evoluției Venus” (23 septembrie 1992)

### Filmografie
- Shin Zero Ūman - 0-ka no onna: futatabi... (2004 aka Zero Woman 2005)
- Handmade Angel (ハンドメイドエンジェル Handomeido enjeru?) (ハンドメイドエンジェル, Handomeido enjeru?) (2010)

## Apariții

### Televiziune
- COUNT DOWN 100 (TBS) – ca idol
- Itsumitemo Haranbanjō (NTV) – regular
- Ugo Ugo Rūga (Fuji TV, iulie 1993) – secțiunea „Știință nudă”
- Mix Pie Kudasai (CBC, 1994) – regular

### Dramas
- „Spital de urgență 2” (NTV, 2004) – Harumi Uchiyama
- „Reporterul de crime Urakami Shinsuke 4” (TV Tokyo, 2006) – Reiko Ushio
- „Soția fermierului e avocat” 3 (TV Tokyo, 2007) – Miwa Taguchi
- „Detectivul ceremoniilor” (TBS, 2007) – Sakurako Sawatari
- „Șeful echipei de pază 7” (TV Asahi, 2008) – Hitomi Sasaki
- „Jurnalul femeii de serviciu” 8 (TBS, 2010) – Akiho Hirasawa
- „Crimă în Kyoto: Epopeea Genji” (Fuji TV, 2010) – apariție

### V-Cinema
- „Noua Zero Woman – Divizia 0 revine...” (2004) – rol principal: Rei

### Teatru
- „Kawaitesōrō” (Decembrie 2007, Teatrul Shin-Kabukiza)

### Reclame
- Nintendo – „Clopotul pentru broscuță” (1992)
- Asada Ame (1993)
- Suntory – „Magnum Dry” (2000)
- FANCL Cosmetics (2000)
- Acom (2000)
- Kao – Biore „Șervețele răcoritoare” (2001)
- Yamato Transport (2003)
- Parcul de distracții Seibu-en (2003)

## Publicații

### Albume foto
- NAIVE (1992)
- I-KASU! (1992)
- COCONUT CANDY (1993)
- Visual Queen of the Year '93 (1993, omnibus)
- Strange Fruit (1996)
- Pielea goală (2003, sub numele Konno Maiko)
- 2000 Baht (2004)
- Mind-blowing (2004)

### DVD & Video-uri
- Teoria evoluției Venus (1992)
- Invitație în Paradis (1992)
- În Insula Virgină (1993)
- Ai Ai Ai (1993)
- Scrisoare de dragoste (2003)
- Secret (2004)
- Fragrance (2004)
- Vivid (2005)
- Maiko Toono (2006)
- Precious (2019)